# Macrobrochis nigrescens
Macrobrochis nigrescens là một loài bướm đêm thuộc phân họ Arctiinae, họ Erebidae.